# Rue Didot
La rue Didot est une voie située dans le 14e arrondissement de Paris, en France. Elle relie le boulevard Brune à la rue du Château.

## Situation et accès

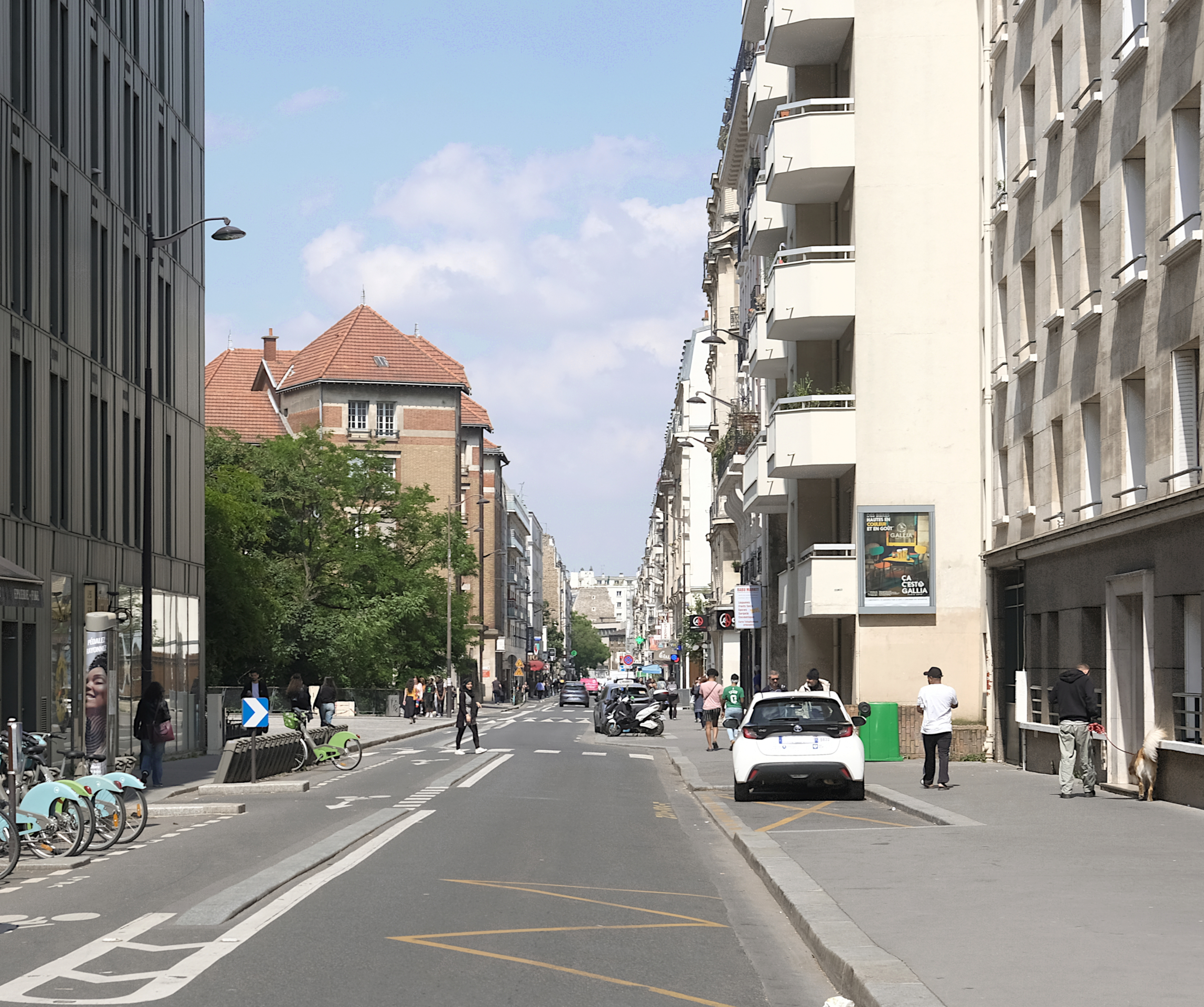
La rue Didot vue depuis le boulevard Brune.

## Origine du nom
La rue doit son nom de la famille Didot, dynastie d'imprimeurs, éditeurs et typographes français.

## Historique

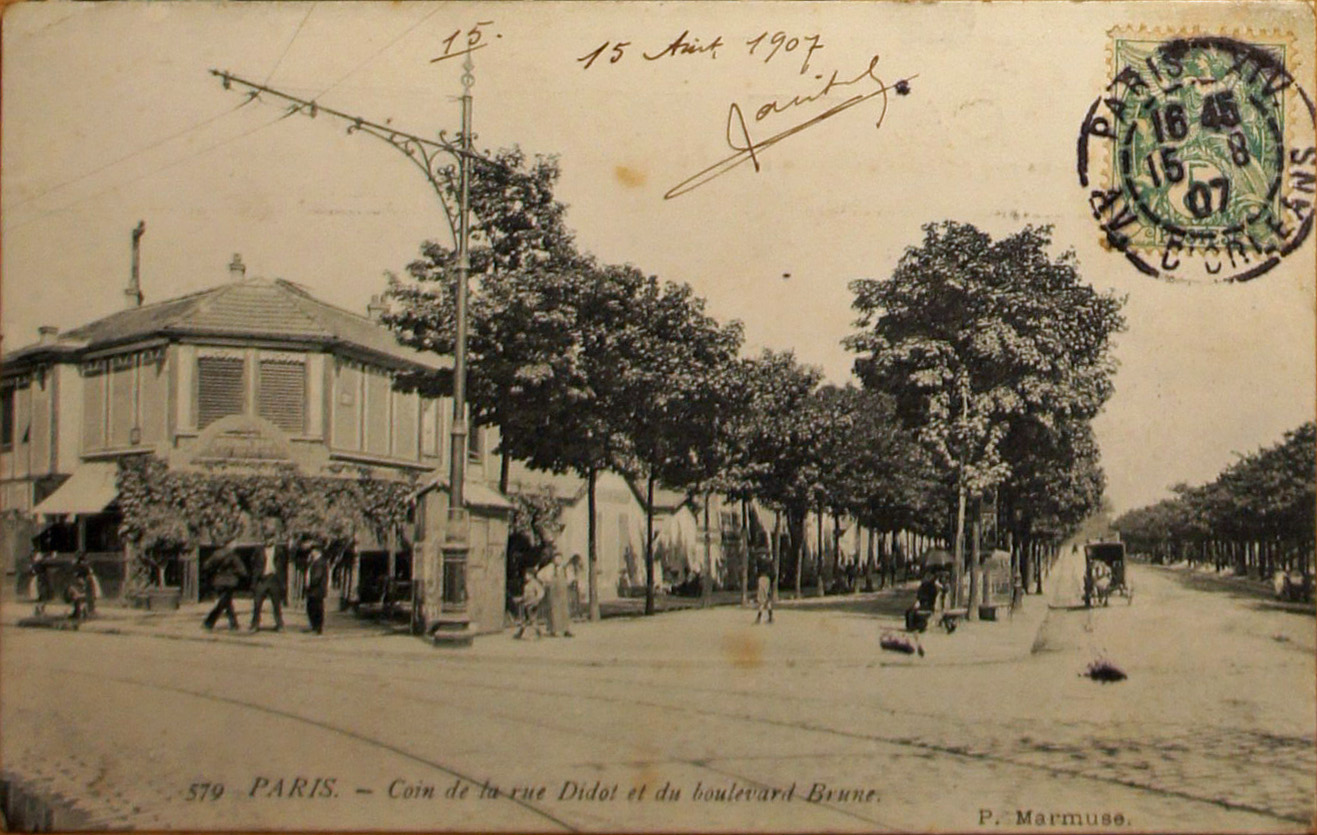
Angle rue Didot et boulevard Brune, le tramway, en 1907.

La partie de cette rue située entre la rue du Château et la rue du Moulin-Vert est une section de l'ancienne « rue du Terrier-aux-Lapins » située sur la commune de Montrouge avant son rattachement à la voirie de Paris en 1863. Cette rue longeait le domaine de l'ancien château du Maine disparu à la fin du XIXe siècle. Elle fut prolongée de la rue du Moulin-Vert à la rue d'Alésia en 1874.
Elle prend sa dénomination actuelle par décret du 10 février 1875.
Par décret du 25 avril 1885, la rue Didot est prolongée de la rue d'Alésia au boulevard Brune en absorbant le « sentier des Mariniers ».
Elle donne aujourd'hui accès à la promenade Jane-et-Paulette-Nardal, construite en 2019, qui fait le lien entre la rue Didot et la rue Raymond-Losserand.

## Bâtiments remarquables et lieux de mémoire
Cette rue présente la particularité de donner accès à de nombreuses impasses ou villas et de traverser en surplomb l'ancienne ligne de Petite Ceinture, ce qui lui donne un aspect « campagne à Paris », tout à fait particulier.
- Une chanson, posthume, de Georges Brassens, qui habita longtemps dans le quartier, entre la rue Didot et la rue de Vanves, lui est consacrée (la rue de Vanves est l'actuelle rue Raymond-Losserand)[1]. La chanson a été enregistrée, en 1982, par Jean Bertola et reprise par Maxime Le Forestier, en 1996, sous le titre Entre la rue Didot et la rue de Vanves[2].
- No 19 : emplacement, entre 1850 et 1960, de l’entreprise  Breguet. On y fabriquait des turbines et des moteurs[3].
- Nos 32-34 : cité Anne-Marie-Bauer et square Alberto-Giacometti, aux maisons de ville et immeubles bas.
- No 86 : villa Mallebay, impasse pittoresque.
- No 96 : emplacement de l'ancien hôpital de Broussais-la-Charité.
- No 99 : villa Duthy, toute droite, petite rue villageoise.
- No 105 : villa Jamot, pavillons verdoyants alignés le long d'une allée.
- No 119 : villa Collet, pavée et constituée de petites maisons de ville et d'immeubles anciens.

Quelques vues de la rue
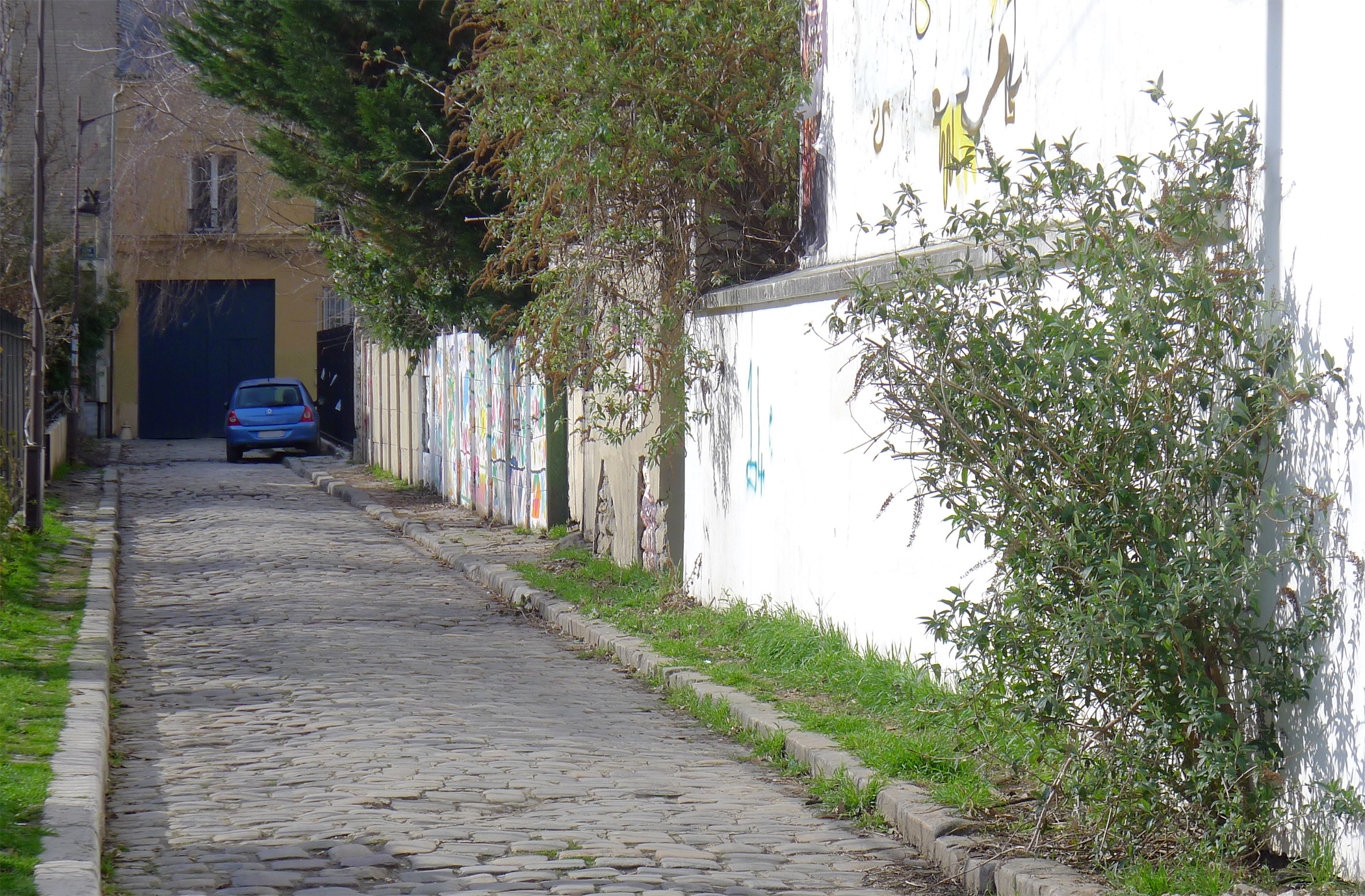
Début de la rue des Thermopyles, côté rue Didot.
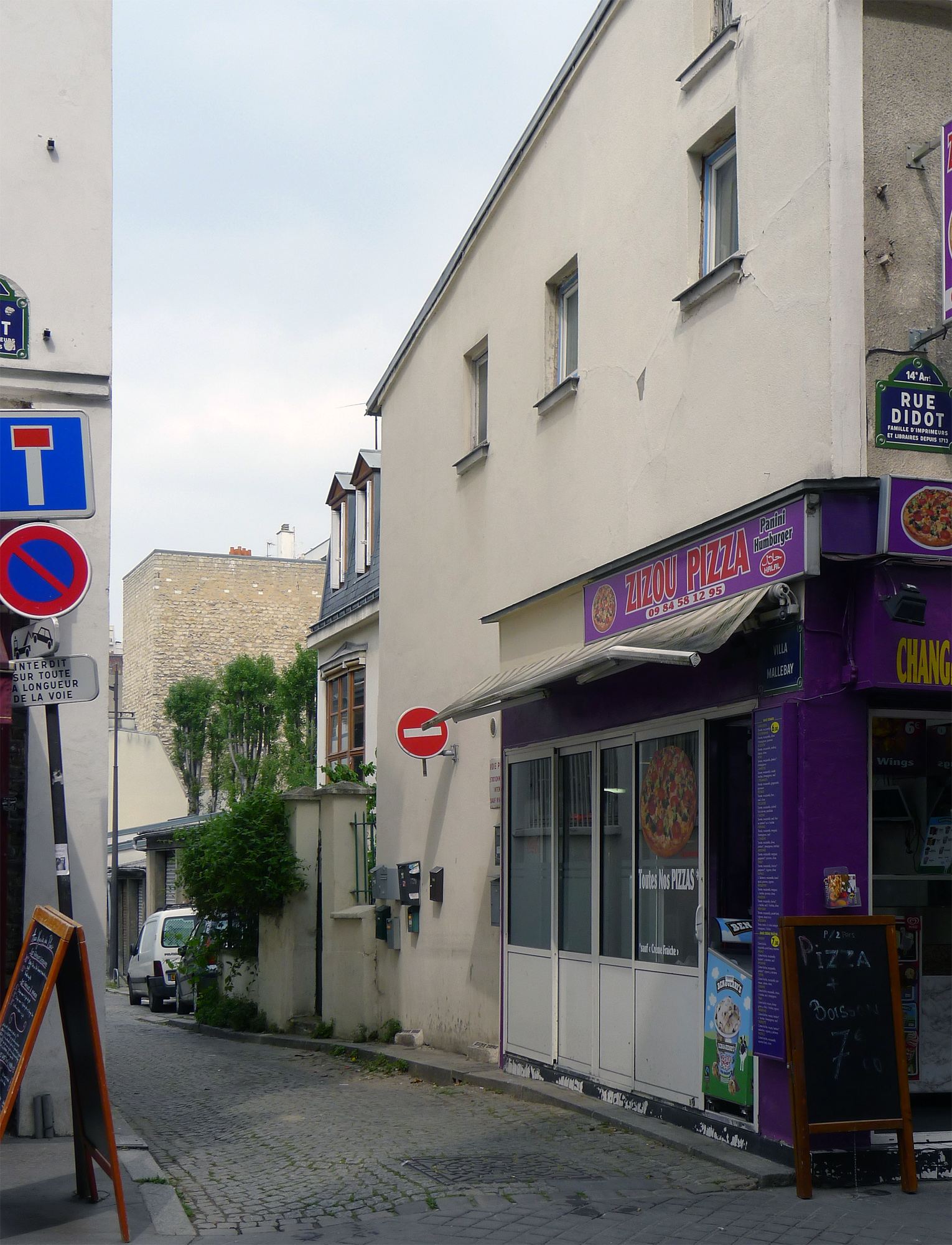
Accès à la villa Mallebay.
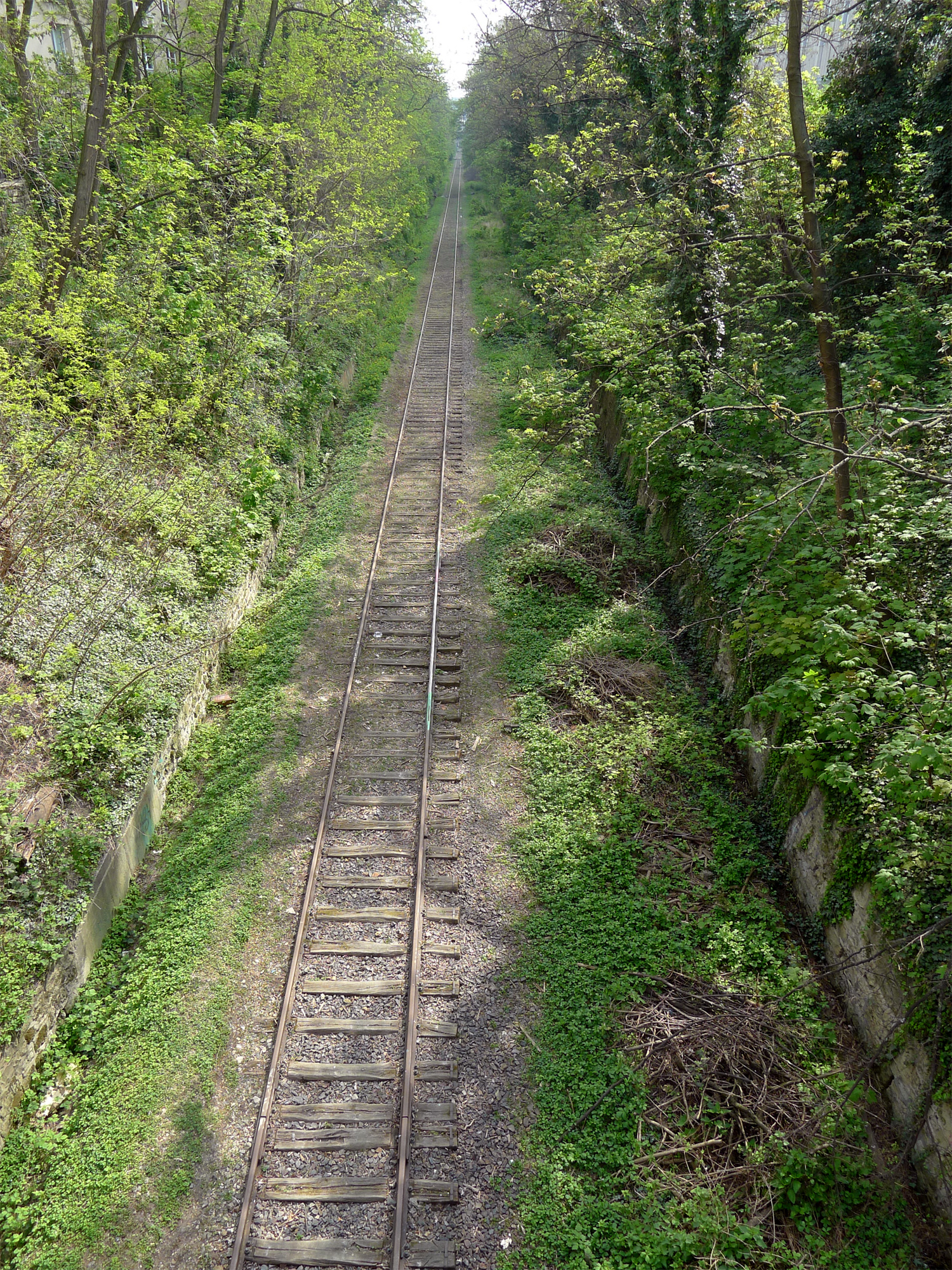
La rue franchit l'ancienne ligne de Petite Ceinture.